# Clap Your Hands Say Yeah
Clap Your Hands Say Yeah er et indie/rock-band fra USA.

## Diskografi
- Clap your hands say yeah (2005)
- Some loud thunder (2007)

| Musikgruppe | Spire Denne artikel om en amerikansk musikgruppe er en spire som bør udbygges. Du er velkommen til at hjælpe Wikipedia ved at udvide den. |